# Paradelphomyia minuta
Paradelphomyia minuta är en tvåvingeart som först beskrevs av Alexander 1911.  Paradelphomyia minuta ingår i släktet Paradelphomyia och familjen småharkrankar. Inga underarter finns listade i Catalogue of Life.